# Danilo Pérez
Pour les articles homonymes, voir Pérez.
Danilo Pérez, né le 29 décembre 1966 à Panama, est un pianiste et compositeur de jazz.
Il a joué, entre autres, avec Wayne Shorter, Steve Lacy, Jack DeJohnette, Charlie Haden, Michael Brecker, Wynton Marsalis, Gary Burton, Roy Haynes ou encore Joe Lovano.

## Biographie
Fils d'un chanteur de mambo et chef d'orchestre, il se retrouve dès trois ans à jouer du bongo. Il étudie ensuite le piano au Conservatoire national du Panama (1978-1981). Il étudie ensuite l'électronique à l'Université d'Indiana en Pennsylvanie, puis au Berklee College of Music à Boston, dont il sort diplômé en 1988.
Il joue avec Jon Hendricks, puis avec Paquito D’Rivera. Il joue avec des musiciens afro-cubains (Arturo Sandoval, Claudio Roditi, Charlie Sepulveda...), puis est remarqué par Dizzy Gillespie en 1989. Il devient le plus jeune membre du « United Nations Orchestra » et y restera jusqu'à la mort du trompettiste, en 1992.
Fort de la renommée que lui apporte le big band du trompettiste, il monte son premier groupe avec David Sánchez. Il publie son premier disque en leader en 1992 (Danilo Pérez).
En 1996 sort PanaMonk, sur lequel il joue des thèmes de Thelonious Monk sur des rythmes « latins ». Ce disque illustre sa façon de renouveler la fusion des rythmes latino-américains avec le jazz moderne.
Il tourne avec Wynton Marsalis (1995) et dans un trio formé par Roy Haynes avec John Patitucci (1998). Il entre dans le quartet de Wayne Shorter en 2001 (avec John Patitucci et Brian Blade).(concert à Bonn en 1994)
Il fonde son trio en 2002 avec le batteur Adam Cruz et le contrebassiste Ben Street.
Il est professeur au New England Conservatory of Music depuis 1995, et au Berklee College of Music depuis 2000.
En 2008, l’album Across by the Crystal Sea lui offre une collaboration rare avec Claus Ogerman, l’arrangeur de Jobim et de Sinatra met a son service toutes ces nuances et sublime ses talents de pianiste à travers des partitions ciselées et symphoniques.
Il a été ambassadeur de bonne volonté de l'Unicef pour le Panama en 2005, et il est artiste pour la paix de l'UNESCO de l'UNESCO.
Il a créé la Danilo Pérez Foundation, dont le but est l'« éducation musicale et le développement humain,. »
Il a cofondé le Panama Jazz Festival, dont il est le directeur artistique.

## Discographie

### En tant que leader
- 1992 : Danilo Pérez
- 1993 : The Journey
- 1996 : Panamonk
- 1998 : Central Avenue
- 2000 : Motherland
- 2003 : Till Then
- 2005 : Live at the Jazz Showcase
- 2006 : Panama Suite
- 2008 : Across the Crystal Sea
- 2009 : Music We Are
- 2010 : Providencia
- 2014 : Panama 500

### En tant que sideman
Avec Dizzy Gillespie
- 1989 : Live at the Royal Festival Hall
- 1990 : The Winter is Lisbon
- 1992 : To bird with Love
- 1992 : Bird Songs : The Final Recordings

Avec Roy Haynes
- 2000 : The Roy Haynes Trio

Avec Gary Burton
- 2001 : For Hamp, Red, Bags, And Call

Avec Wayne Shorter
- 2002 : Footprints Live! (en) (Verve Records)
- 2003 : Alegría (Verve Records)
- 2005 : Beyond the Sound Barrier (en) (Verve Records)
- 2013 : Without a Net (Blue Note)
- 2018 : Emanon (en) (Blue Note)